# Bunda
Xi Aquarii (ξ Aqr / ξ Aquarii, nota con il nome tradizionale di Bunda) è una stella bianca nella sequenza principale di magnitudine 4,69 situata nella costellazione dell'Aquario. Dista 179 anni luce dal sistema solare.

## Osservazione
Si tratta di una stella situata nell'emisfero celeste australe, ma molto in prossimità dell'equatore celeste; ciò comporta che possa essere osservata da tutte le regioni abitate della Terra senza alcuna difficoltà e che sia invisibile soltanto molto oltre il circolo polare artico. Nell'emisfero sud invece appare circumpolare solo nelle aree più interne del continente antartico. La sua magnitudine pari a 4,7 fa sì che possa essere scorta solo con un cielo sufficientemente libero dagli effetti dell'inquinamento luminoso.
Il periodo migliore per la sua osservazione nel cielo serale ricade nei mesi compresi fra fine agosto e dicembre; da entrambi gli emisferi il periodo di visibilità rimane indicativamente lo stesso, grazie alla posizione della stella non lontana dall'equatore celeste.

## Caratteristiche fisiche
La stella è una bianca di sequenza principale ed è una stella binaria spettroscopica; possiede una compagna che le orbita attorno in circa 22 anni e della quale non è chiara la natura. Meno massiccia del Sole, potrebbe essere una nana rossa o nana arancione, ma potrebbe essere anche una nana bianca.